# Équipe cycliste Katyusha Continental
L'équipe cycliste Katyusha Continental (nommée Katyusha en 2008) est une équipe cycliste russe qui a existé entre 2008 et 2010. Elle participait aux circuits continentaux de cyclisme et en particulier l'UCI Europe Tour.  C'était la réserve de l'équipe ProTour Katusha.

## Principales victoires
- Cinq anneaux de Moscou : Denis Galimzyanov (2008) et Timofey Kritskiy (2009)
- Mémorial Oleg Dyachenko : Timofey Kritskiy (2008) et Mikhail Antonov (2009)
- Boucle de l'Artois : Timofey Kritskiy (2008)
- Mayor Cup : Timofey Kritskiy (2008) et Mikhail Antonov (2009)
- Grand Prix Guillaume Tell : Timofey Kritskiy (2008)
- Côte picarde : Timofey Kritskiy (2009)
- Tour du Loir-et-Cher : Dmytro Kosyakov (2009)

## Classements sur les circuits continentaux
L'équipe participe aux circuits continentaux et principalement à des épreuves de l'UCI Europe Tour. Le tableau ci-dessous présente les classements de l'équipe sur les différents circuits, ainsi que son meilleur coureur au classement individuel.
UCI Africa Tour
| Saison | Classement par équipes | Meilleur coureur au classement individuel     |
| ------ | ---------------------- | --------------------------------------------- |
| 2010   | 13e                    | Alexander Filippov (163e) Matvey Zubov (163e) |

UCI Asia Tour
| Saison | Classement par équipes | Meilleur coureur au classement individuel |
| ------ | ---------------------- | ----------------------------------------- |
| 2008   | 10e                    | Denis Galimzyanov (13e)                   |
| 2010   | 54e                    | Alexander Filippov (208e)                 |

UCI Europe Tour
| Saison | Classement par équipes | Meilleur coureur au classement individuel |
| ------ | ---------------------- | ----------------------------------------- |
| 2008   | 18e                    | Timofey Kritskiy (17e)                    |
| 2009   | 40e                    | Timofey Kritskiy (34e)                    |
| 2010   | 93e                    | Vladimir Likhachev (693e)                 |

## Saison 2010[2]

### Effectif
| Coureur              | Date de naissance | Nationalité | Équipe 2009                  | Équipe 2011          |
| -------------------- | ----------------- | ----------- | ---------------------------- | -------------------- |
| Aleksandr Arekeev    | 10.04.1982        | Russie      | Ex-pro (Acqua & Sapone 2008) |                      |
| Alexei Belov         | 22.06.1991        | Russie      | Néo-pro                      |                      |
| Sergey Belykh        | 04.03.1990        | Russie      | Néo-pro                      |                      |
| Alexander Filippov   | 05.09.1984        | Russie      | Néo-pro                      |                      |
| Valery Grinkovsky    | 16.08.1990        | Russie      | Néo-pro                      |                      |
| Daniil Komkov        | 31.10.1985        | Russie      | Katyusha CT                  |                      |
| Konstantin Kuperasov | 20.06.1991        | Russie      | Néo-pro                      | Katusha U21          |
| Vladimir Likhachev   | 25.02.1985        | Russie      | Moscow Stars                 |                      |
| Alexander Petrovskiy | 08.03.1988        | Russie      | Katyusha CT                  | Katusha U21          |
| Viktor Shmalko       | 09.07.1990        | Russie      | Katyusha CT                  | Itera-Katusha        |
| Boris Shpilevsky     | 20.08.1982        | Russie      | Fuji-Servetto                | Tabriz Petrochemical |
| Dmitriy Sokolov      | 19.03.1988        | Russie      | Néo-pro                      |                      |
| Vladislav Talyshev   | 23.04.1991        | Russie      | Néo-pro                      |                      |
| Matvey Zubov         | 22.01.1991        | Russie      | Néo-pro                      | Katusha U21          |

### Victoires
| Date       | Course                              | Pays   | Classe | Vainqueur        |
| ---------- | ----------------------------------- | ------ | ------ | ---------------- |
| 30/03/2010 | 5e étape du Tour du Maroc           | Maroc  | 2.2    | Boris Shpilevsky |
| 02/04/2010 | 8e étape du Tour du Maroc           | Maroc  | 2.2    | Boris Shpilevsky |
| 03/04/2010 | 9eb étape du Tour du Maroc          | Maroc  | 2.2    | Boris Shpilevsky |
| 08/05/2010 | 2e étape des Cinq anneaux de Moscou | Russie | 2.2    | Boris Shpilevsky |
| 10/05/2010 | 4e étape des Cinq anneaux de Moscou | Russie | 2.2    | Boris Shpilevsky |